# Пані Хуан
Пані Хуан (кит.: 黃夫人; піньїнь: huáng fūrén, хуан фужень; ? — ?) — китайська політична діячка 3 століття, дружина Чжуге Ляна, головного міністра династії Шу. У середньовічному «Романі трьох держав» фігурує під вигаданим іменем Хуан Юеїн (кит.: 黄月英; піньїнь: huáng yuèyīng). За повідомленнями «Історії трьох держав» була старшою донькою Хуан Ченяна, аристократа південнокитайського краю Мяньнань. Мала руде волосся і негарні риси обличчя. Можливо була метискою європеоїдного походження. Одруження з нею Чжуге Ляна породило в Китаї приказку: «Не обирай собі дружину як Кунмін, бо отримаєш потвору як донька Юеїна». За народними переказами насправді була неймовірною красунею, але ховала свою зовнішність під потворним макіяжем. Її вважають втіленням жіночої мудрості і приписують винайдення чарівного самохідного воза для доставки провіанту військам.